# L'Escadrille de l'enfer
Pour plus de détails, voir Fiche technique et Distribution.
L'Escadrille de l'enfer (Flat Top) est un film américain réalisé par Lesley Selander, sorti en 1952.

## Fiche technique
- Titre original : Flat Top
- Titre français : L'Escadrille de l'enfer
- Réalisation : Lesley Selander
- Scénario : Steve Fisher
- Photographie : Harry Neumann
- Montage : William Austin
- Musique : Marlin Skiles
- Pays d'origine :  États-Unis
- Format : Couleurs - 1,37:1 - Mono
- Genre : Film de guerre
- Production Monogram Walter  Mirisch pour Columbia
- Durée : 83 minutes
- Date de sortie : 1952
  - France : mai 1954
- Affiche : Jacques Bonneaud (France)

## Distribution
- Sterling Hayden : Comodore Dan Collier
- Richard Carlson : Lieutenant Joe Rodgers
- William Phipps : Red Kelley
- John Bromfield : Enseigne Snakehips McKay
- Keith Larsen : Enseigne Barney Smith / Barney Oldfield
- William Schallert : Enseigne Longfellow
- Walter Coy : Commandant d'escadrille

Acteurs non crédités
- David Bond : le chapelain
- Clancy Cooper : un capitaine
- Katherine Warren : la mère de Dorothy